# Georg Raphael Donner
Georg Raphael Donner (24 mai 1693 à Essling (Vienne) - 15 février 1741 à Vienne) est un sculpteur autrichien du XVIIIe siècle, élève de Giovanni Giuliani.

## Œuvres
- la fontaine de la providence (Provendentia Brunnen (de)), monument du centre de Vienne (représentée sur une pièce de collection autrichienne en euros).
- la fontaine d'Andromède, dans la cour de l'ancien hôtel de ville de Vienne.
- la colonne de la Peste de Timișoara (Roumanie)

## Galerie

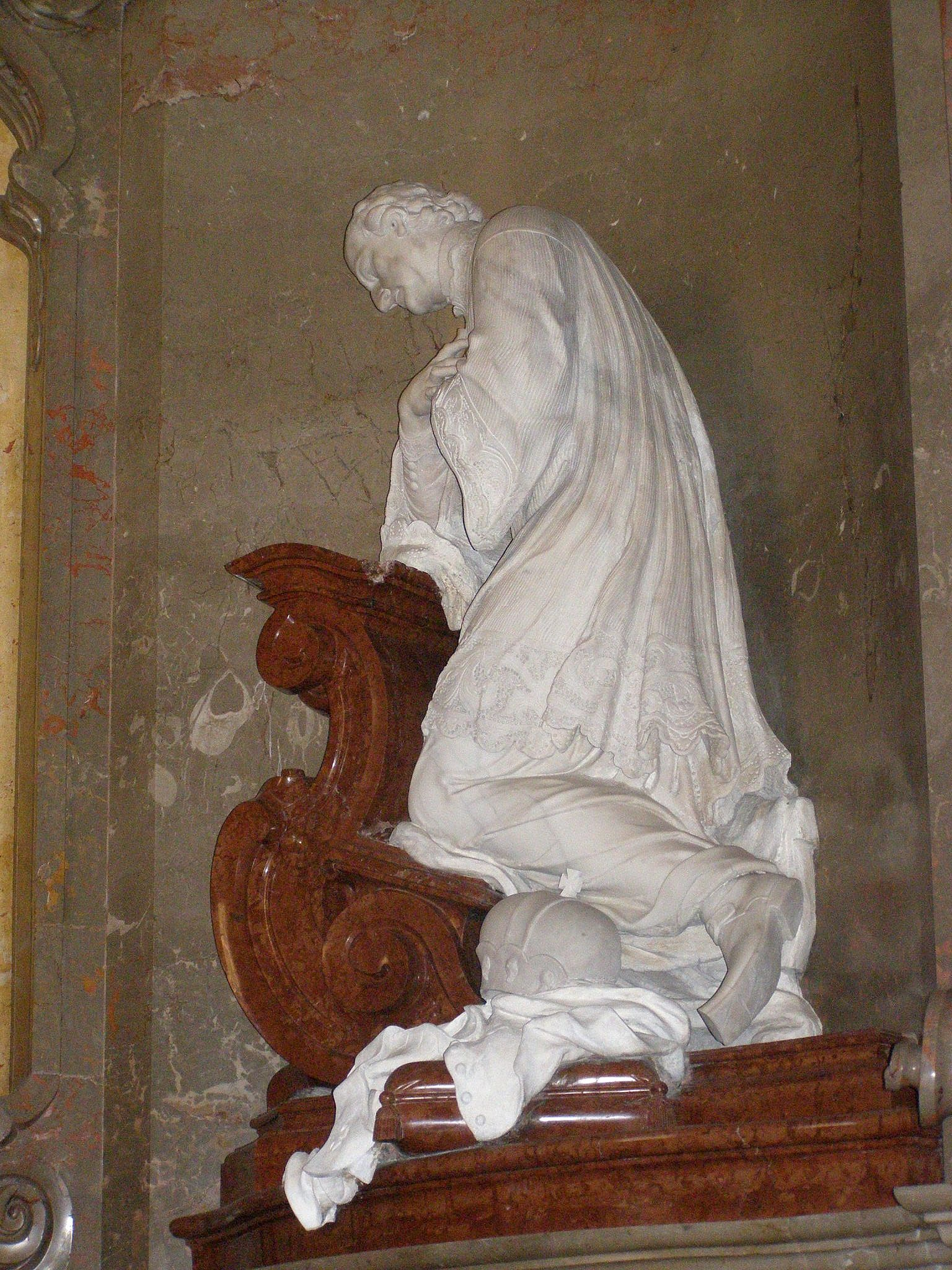
Par Georg Rafael Donner, cathédrale Saint Martin, Bratislava.
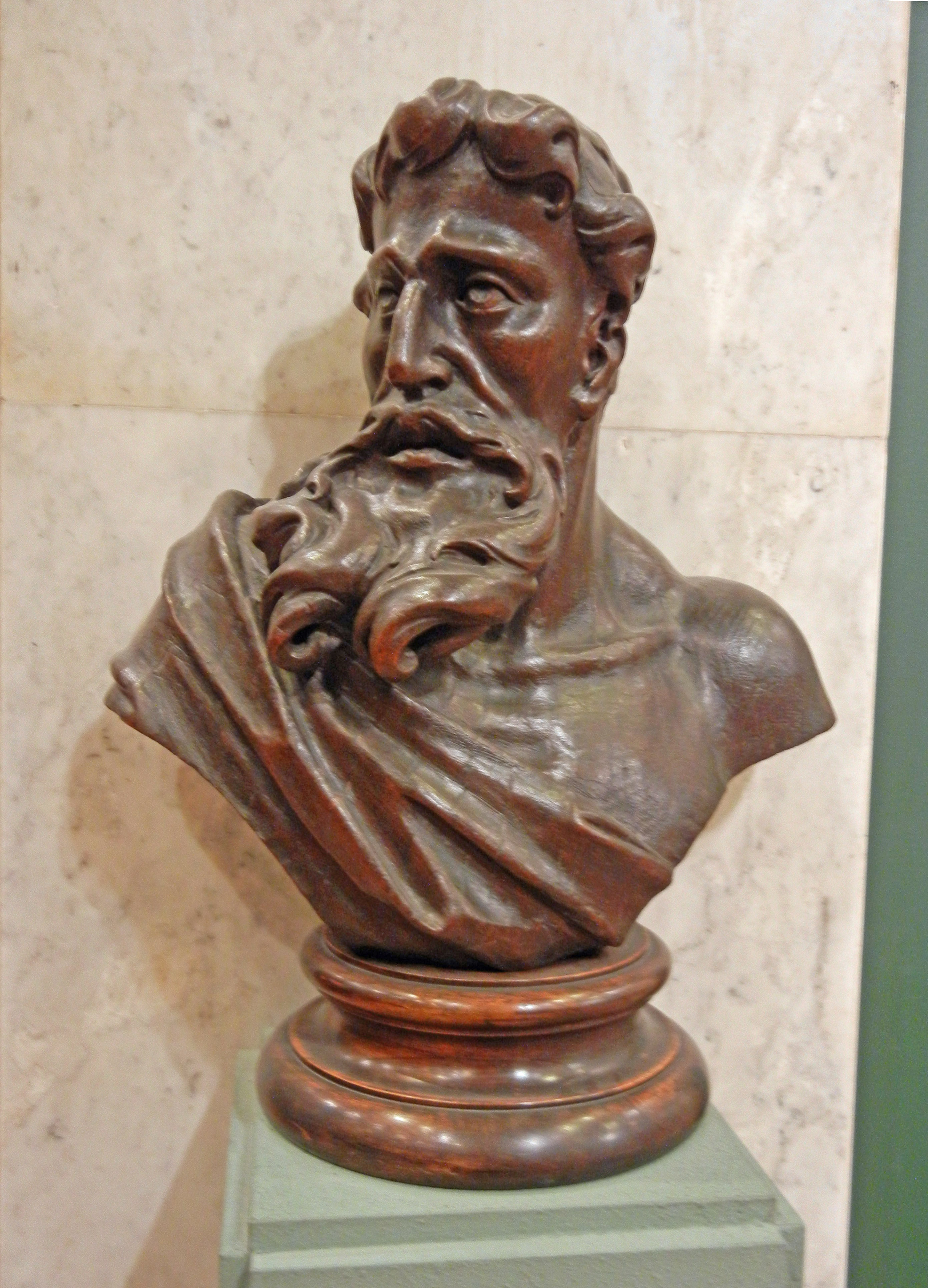
Georg Raphael Donner (1693-1741), Buste provenant de la stalle du chœur de la cathédrale de Presbourg à Bratislava, 1736. Budapest, château de Buda, Galerie nationale hongroise (Magyar Nemzeti Galéria),
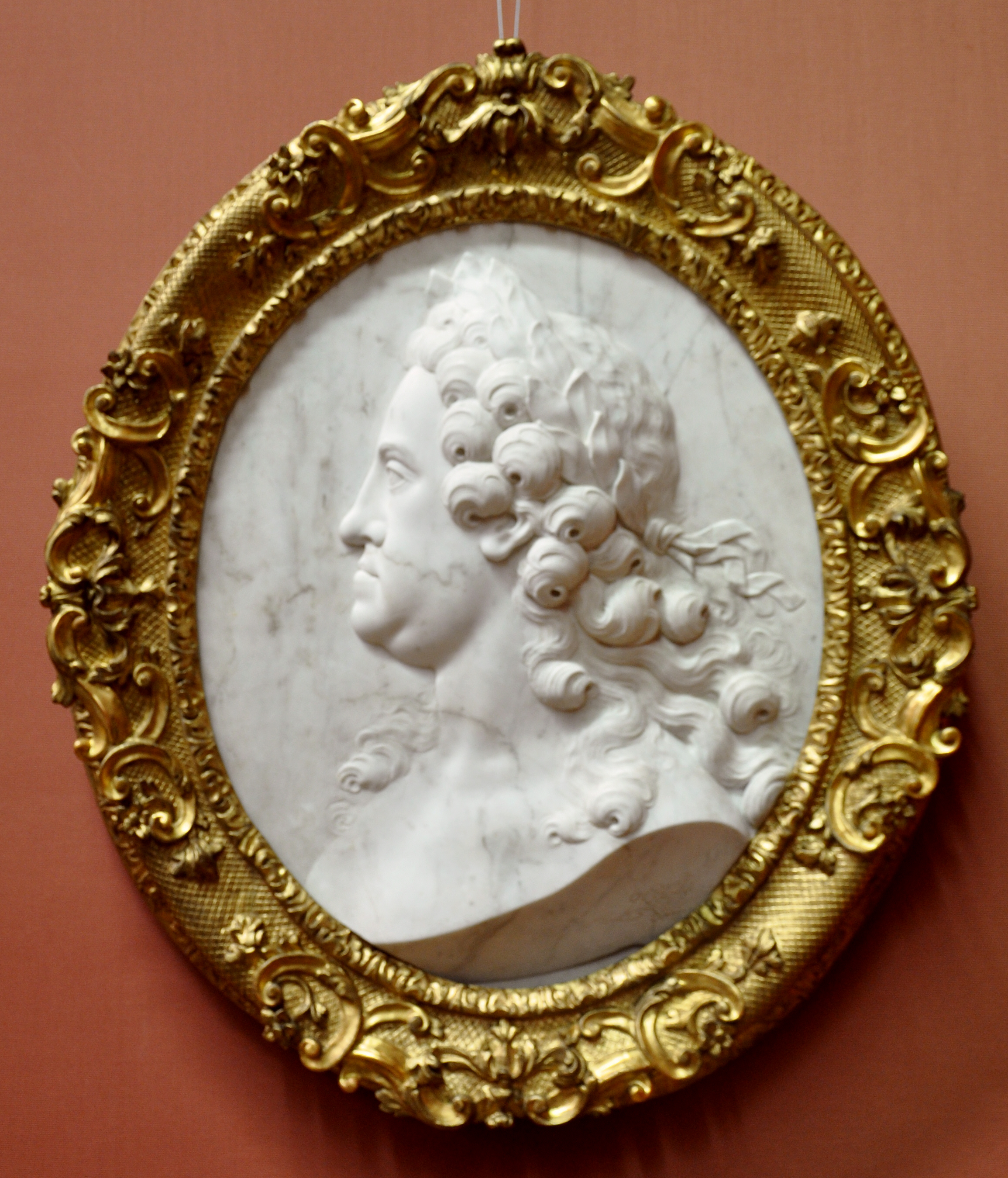
Kaiser Karl VI, vers 1734, bas-relief. Dimensions : 54 × 47 cm.

## Hommages
En 2002, l'Autriche a frappé une pièce de collection en or de 100 euro dans la série de pièces consacrée aux Trésors de l'art d'Autriche dédiée à la sculpture

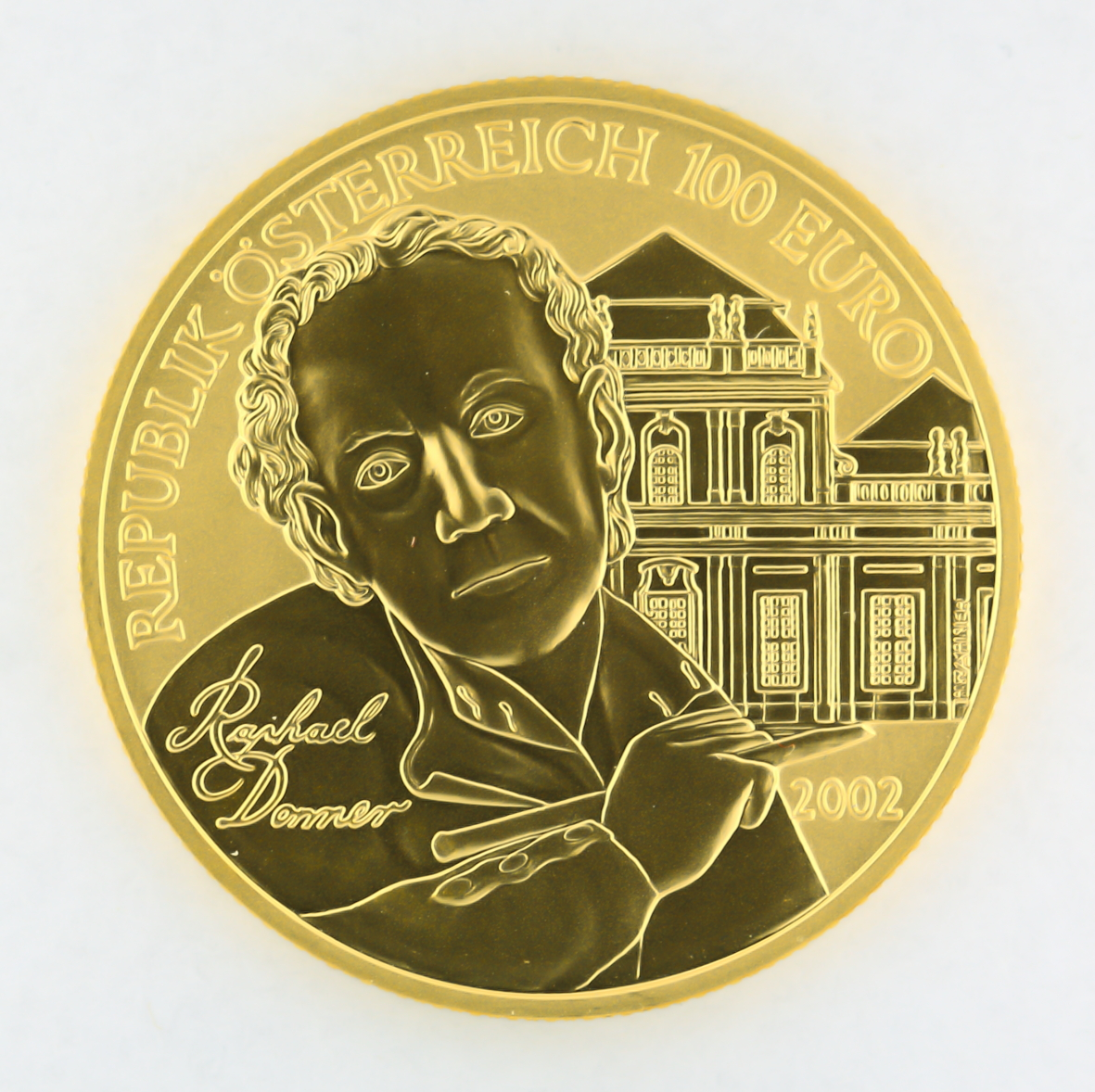
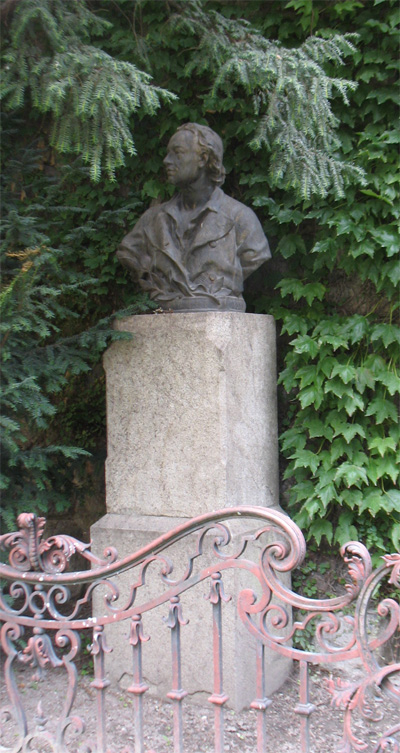
Buste de Donner à Bratislava.
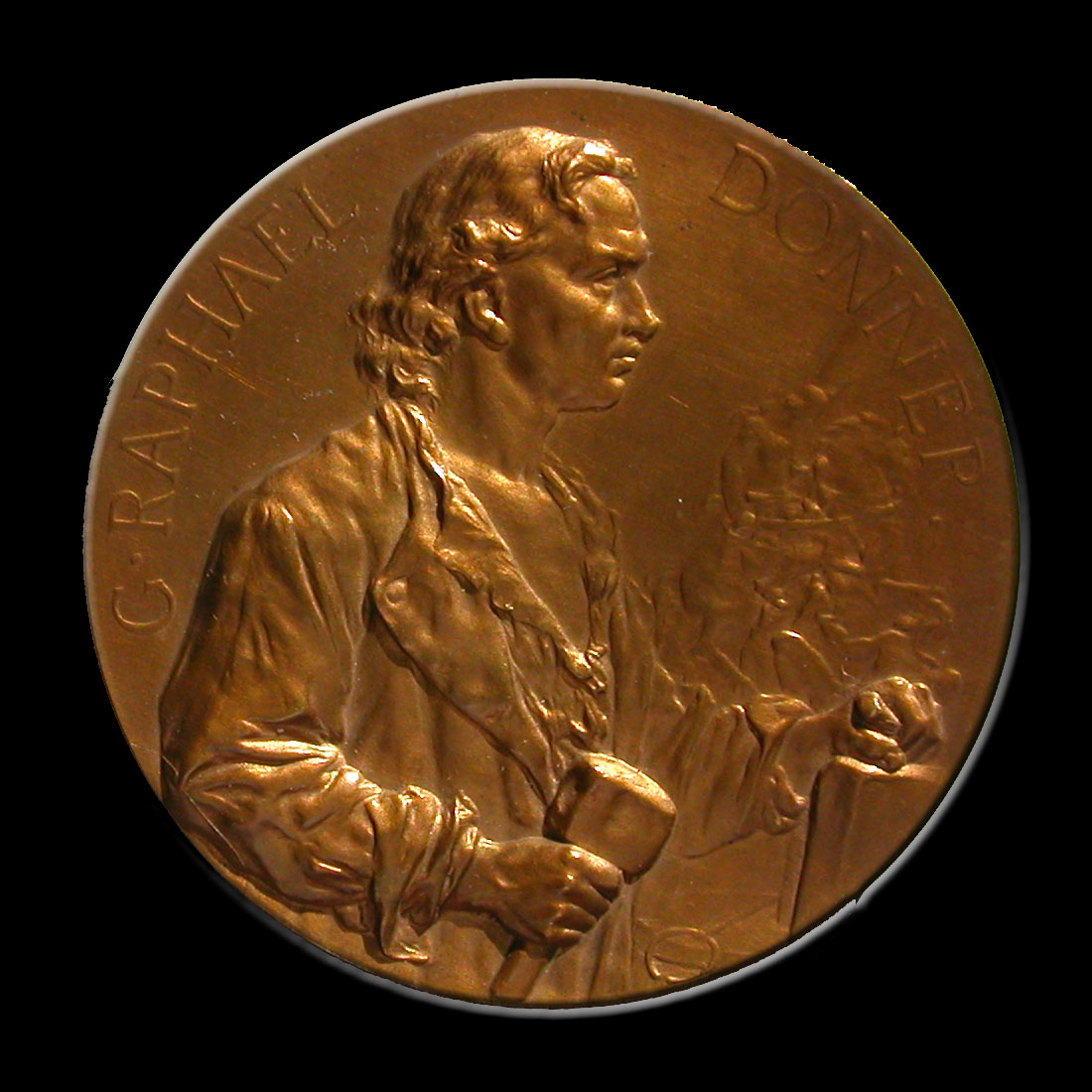
Médaille de Georg Raphael Donner